# Нырялки
Нырялки, или толстоусы (лат. Noteridae) — семейство насекомых отряда жесткокрылых. В составе семейства всего 12 родов. В ископаемом состоянии известно с палеоцена.

## Описание
Жуки мелких размеров, в длину достигающих всего 1,2—5,5 мм. Форма тела напоминает жуков водолюбов (Hydrophilidae) — с сильно выпуклой верхней и плоской нижней поверхностями. Тело голое, гладкое, желтовато-бурого или красновато-бурого окраса.

## Морфология имаго
Усики 11 или 12-сегментные, нитевидные или с утолщёнными пятым-шестым или четвёртым-десятым сегментами. Наличник не отделён от лба. Глаза крупные, но не выступающие.
Переднеспинка поперечная, с наибольшей шириной в задних углах. Щиток не виден.
Надкрылья гладкие, со следами точечных рядов, реже с неотчётливыми бороздками. Эпиплевры надкрылий не отделены от эпистернов.
Среднегрудь сильно редуцирована. Средняя часть заднегруди обособлена, расширяется по направлению назад, с продольной бороздкой. Эпистерны заднегруди треугольной формы, не достигают впадин средних тазиков. Внутренние лопасти задних тазиков лежат в одной плоскости с серединой заднегруди и межтазиковыми отростком переднегруди, что образует единую скользящую поверхность, приподняты и нависают над наружными лопастями задних тазиков в виде продольных бедренных покрышек, в желобке под которыми помещаются бёдра., когда они отогнуты вперёд.
Брюшко с шестью видимыми стернитами. С первого по третий стерниты сросшиеся, но швы заметны.
Передние голени на вершине несут крупную крючковидную шпору. Средние и задние ноги уплощённые, плавательные. Формула лапок 5-5-5; второй и третий сегменты передних лапок самцов снизу с двумя присосками.
Эдеагус как у плавунцов (Dytiscidae).

## Морфология личинки
Личинки отличаются от личинок плавунцов отсутствием желобка или канала и наличием ретинакулы на мандибулах, а также присутствием рудиментарных брюшных ног.

## Экология
Нырялок можно наблюдать в непроточных, слабо заболоченных водоёмах. Взрослые жуки и их личинки растительноядные.

## Систематика
- Noterinae Regimbart, 1878
- Aponwaopterus García and Jiménez-Ramos, 2019
  - Bicarinaus García, 2018
  - Canthydrus Sharp, 1882
  - Canthysellus Baca and Toledo, 2015
  - Hydrocanthus  Say, 1823
  - Jolyssellus García and Jiménez-Ramos, 2019
  - Liocanthydrus Guignot, 1957
  - Llanoterus García and Camacho, 2018
  - Mesonoterus Sharp, 1882
  - Neohydrocoptus Sato, 1972
  - Noterus Clairville, 1806
  - Polylobata García, 2019
  - Prionohydrus Gómez and Miller, 2013
  - Renotus Guignot, 1936
  - Shepardhydras García, 2018
  - Sternocanthus Guignot, 1948
  - Suphis Aubé, 1836
  - Suphisellus Crotch, 1873
  - Suretonorpus García, 2022
  - Synchortus Sharp, 1880
  - Tonerus Miller, 2009

- Notomicrinae Zimmermann, 1919
  - Notomicrus Sharp, 1882
  - Speonoterus Spangler, 1996

- Phreatodytinae Uéno, 1957
  - Phreatodytesterus Uéno, 1957